# American University of Madaba
L'American University of Madaba (AUM) è un'università privata di indirizzo cattolico con sede a Madaba, in Giordania.
L'università fu fondata dal Patriarcato latino di Gerusalemme con il consenso, ottenuto del 2005, delle autorità civili giordane. La prima pietra fu posata il 9 maggio 2009 da papa Benedetto XVI. l'istituto prese il nome di American University of Madaba il 29 maggio 2011.
L'università fu inaugurata il 30 maggio 2013 alla presenza del re Abdullah II di Giordania e del cardinale Leonardo Sandri in rappresentanza del pontefice.